# Tiglieto
Tiglieto – miejscowość i gmina we Włoszech, w regionie Liguria, w prowincji Genua.
Według danych na rok 2004 gminę zamieszkiwały 613 osoby, a gęstość zaludnienia wynosiła 25,5 os./km².